# Urbizio di Metz
Urbizio di Metz (V secolo – V secolo) è stato il 15º vescovo di Metz, venerato come santo dalla Chiesa cattolica.

## Agiografia

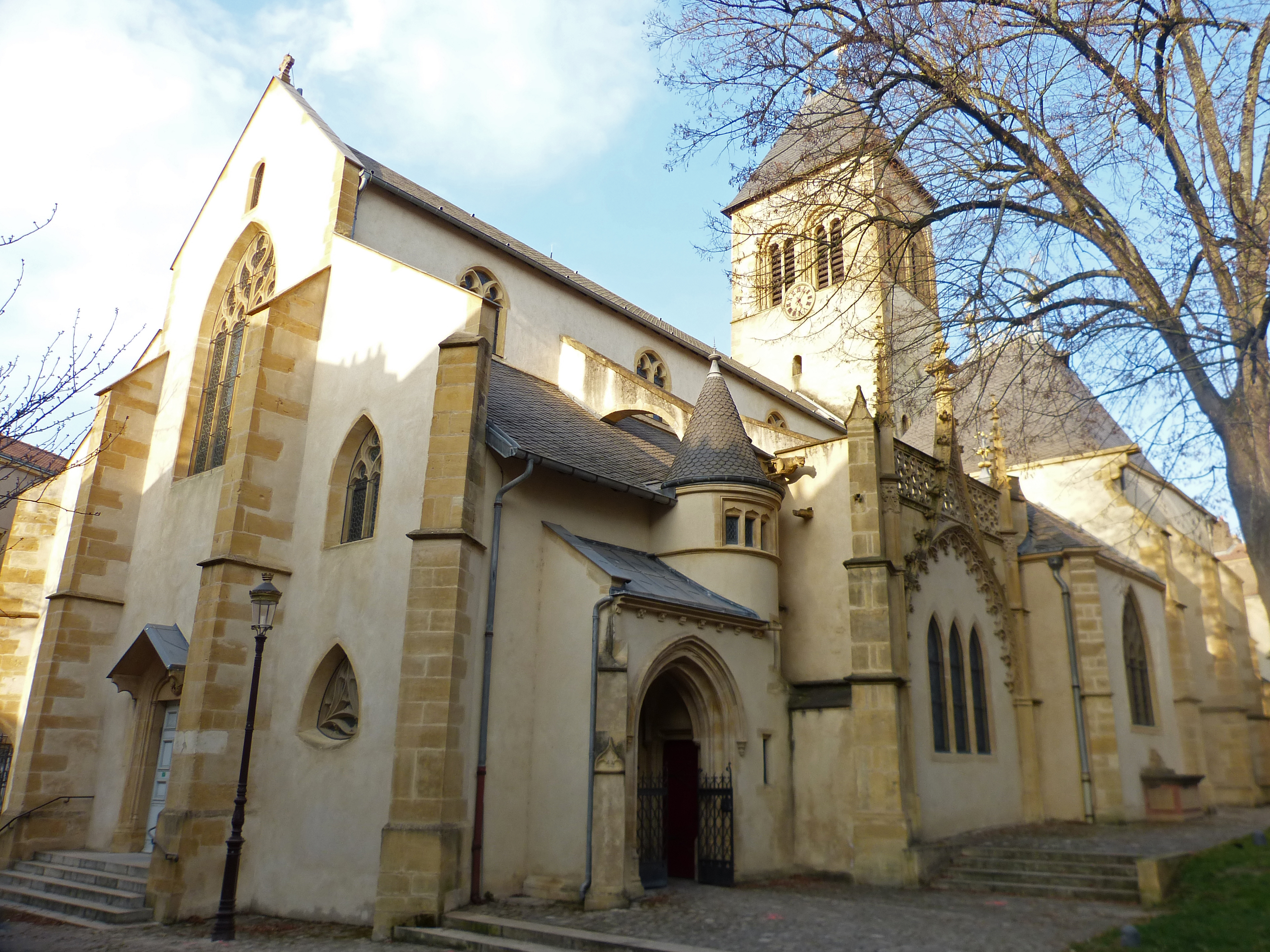
La chiesa di Sant'Eucario di Metz, dove riposano le reliquie di sant'Urbizio.

Un antico catalogo dei vescovi di Metz, redatto al tempo di Angilramno († 791), fu inserito nel Sacramentario di Drogo (IX secolo) e rappresenta la più antica attestazione dei vescovi della diocesi di Metz. Secondo questo catalogo, Urbizio sarebbe stato il 15º vescovo di Metz, morto il 20 marzo. Aggiornamenti del catalogo redatti in epoche successive assegnano a Urbizio 49 anni di episcopato.
Incerta è l'epoca in cui è vissuto Urbizio, che non è documentato da nessuna fonte coeva. Diverse ipotesi sono state fatte sulla durata del suo episcopato e sulla sua data di morte. Secondo una tradizione locale, il 13º vescovo di Metz, Autore, avrebbe assistito, nel 451, alla devastazione della città ad opera degli Unni. Dei successivi vescovi di Metz, solo il 23º, Esperio, è storicamente documentato, per la sua partecipazione al concilio dell'Alvernia del 535. L'episcopato di Urbizio sarebbe perciò compreso tra questi due estremi cronologici.
Secondo successive tradizioni agiografiche, Urbizio aveva il titolo di arcivescovo, che avrebbe venduto per venire incontro alle necessità dei suoi fedeli, colpiti da una dura carestia.
Le spoglie mortali di Urbizio furono inumate nella chiesa di Saint-Maximin-aux-vignes e poi, nel 1552, le sue reliquie furono traslate nella chiesa di Sant'Eucario.

## Culto
In Francia, e in particolare a Metz, il culto a sant'Urbizio era diffuso fino alla rivoluzione francese. Nel XVI secolo a Metz esisteva anche una chiesa dedicata a questo santo vescovo, oggi non più esistente.
Il martirologio romano celebra sant'Urbizio il 20 marzo e lo ricorda con queste parole:
(Martirologio Romano. Riformato a norma dei decreti del Concilio ecumenico Vaticano II e promulgato da papa Giovanni Paolo II, Città del Vaticano, 2004, p. 270)